# Page Kennedy
Pour les articles homonymes, voir Kennedy.
Page Kennedy, né le 23 novembre 1976 à Détroit, dans le Michigan, est un acteur américain.

## Biographie
Il étudia à la Western Michigan University où son talent d'acteur fut révélé. À la suite de cette découverte, Page Kennedy décida de poursuivre des études de théâtre à la University of Delaware. Il déménagea à Los Angeles et commença à jouer dans de nombreuses séries comme Six Feet Under, Blind Justice, Barbershop, Love, Inc., New York Police Blues ou encore The Shield.
En 2005, il obtient un rôle dans la série Desperate Housewives où il joua Caleb Applewhite dans les premiers épisodes de la saison 2 mais en fut viré, le 4 novembre 2005 et remplacé par NaShawn Kearse. Il joua ensuite dans la série Weeds dans laquelle il interpréta le rôle de U-Turn, trafiquant de drogue, à partir de la deuxième saison. En 2010 il a joué le rôle du quarterback Radon Randell dans la série télévisée  humoristique Blue Mountain State créée par Chris Romano.
Actuellement, Page Kennedy réside à Los Angeles avec ses deux enfants.
Page s'est construit une large base de fans sur le site, devenu très populaire, Vine, notamment en y ajoutant régulièrement des courtes vidéos drôle (qui ne durent pas plus de 6 secondes).

## Filmographie

### Cinéma
- 2003 : S.W.A.T. unité d'élite
- 2005 : Shackles
- 2005 : In the Mix
- 2006 : A Day in the Life
- 2016 : Blue Mountain State: The Rise of Thadland :Radon Randell
- 2018 : En eaux troubles (The Meg) de Jon Turteltaub : DJ
- 2023 : En eaux très troubles de Ben Wheatley ("The Meg 2: The Trench") : DJ

### Télévision
- 2002 : Six Feet Under
- 2002 : Philly
- 2002 : The Shield
- 2003 : New York Police Blues
- 2004 : Shérifs à Los Angeles (10-8: Officers on Duty)
- 2004 : NIH : Alertes médicales (Medical Investigation)
- 2005 : Blind Justice
- 2005 : Love, Inc.
- 2005 : Babershop
- 2005 : Desperate Housewives
- 2006 : Pepper Dennis
- 2006 : Les Experts
- 2006 : Boston Justice
- 2006 : Weeds
- 2007 : Earl
- 2010 : Blue Mountain State : Radon Randell
- 2010 : Bones : Stewart Bonder (saison 5 épisode 15)
- 2014 : Backstrom : Officier Frank Moto
- 2016 : Rush Hour : Gerald Page
- à partir de 2021 : La Famille Upshaw : Duck